# Horace Seely-Brown

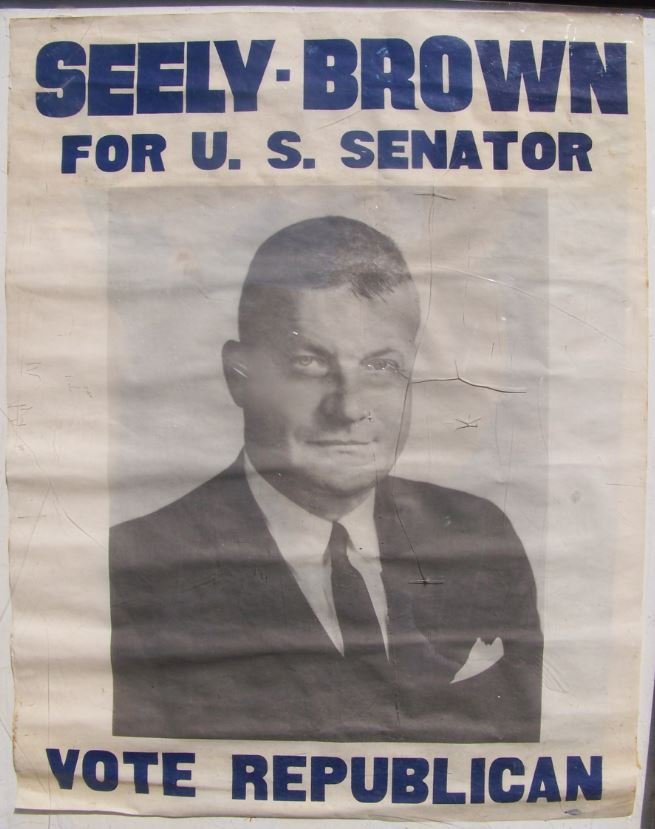
Horace Seely-Brown

Horace Seely-Brown, Jr. (* 12. Mai 1908 in Kensington, Montgomery County, Maryland; † 9. April 1982 in Boca Raton, Florida) war ein US-amerikanischer Politiker. Zwischen 1947 und 1963 vertrat er dreimal den zweiten Wahlbezirk des Bundesstaates Connecticut im US-Repräsentantenhaus.

## Werdegang
Horace Seely-Brown besuchte Hoosac School in Hoosick (New York) und danach bis 1929 das Hamilton College in Clinton. Anschließend studierte er für ein Jahr bis 1930 an der Yale University. Zwischen 1930 und 1934 arbeitete Seely-Brown als Lehrer. Im Jahr 1934 zog er nach Pomfret in Connecticut, wo er bis 1942 ebenfalls als Lehrer tätig war.
Seely-Brown war Mitglied der Republikanischen Partei. In den Jahren 1938, 1940 und 1942 nahm er als Delegierter an deren regionalen Parteitagen in Connecticut teil. Während des Zweiten Weltkrieges war er von 1943 bis Januar 1946 Flugoffizier (Air Operating Officer) auf einem Flugzeugträger. Nach dem Krieg befasste er sich auch mit der Landwirtschaft.
1946 wurde Seely-Brown im zweiten Distrikt von Connecticut in das US-Repräsentantenhaus in Washington, D.C. gewählt. Dort trat er am 3. Januar 1947 die Nachfolge von Chase G. Woodhouse an, die er bei der Wahl geschlagen hatte. Bei den folgenden Wahlen unterlag er ihr jedoch. Damit konnte er bis zum 3. Januar 1949 zunächst nur eine Amtszeit im Kongress verbringen. Im Jahr 1950 gelang es ihm aber, nach einem weiteren Wahlkampf gegen Chase Woodhouse seinen Sitz zurückzugewinnen. Nach drei Wiederwahlen konnte er zwischen dem 3. Januar 1951 und dem 3. Januar 1959 vier zusammenhängende Legislaturperioden im Kongress absolvieren. Bei den Wahlen des Jahres 1958 verlor er gegen den Demokraten Chester B. Bowles, den er aber zwei Jahre später wieder aus diesem Amt verdrängen konnte. Zwischen dem 3. Januar 1961 und dem 3. Januar 1963 war Seely-Brown letztmals im Kongress.
Im Jahr 1962 verzichtete er auf eine weitere Kandidatur. Stattdessen bewarb er sich erfolglos um die Wahl in den US-Senat. Danach widmete sich Seely-Brown wieder der Landwirtschaft. Er starb im April 1982 in Boca Raton.